# Ludovic Martini
Pour les articles homonymes, voir Martini.
Ludovic ou Lodovico Martini, né en 1566 à Nice (alors comté de Nice des États de Savoie) et mort le 10 décembre 1621 à Aoste, est un ecclésiastique niçois qui fut évêque d'Aoste de 1611 à 1621.

## Biographie
Ludovic, Lodovico ou Louis Martini est l'un des fils de Jacques Martini des seigneurs de Châteauneuf et de Francesca Bernardini. Jurisconsulte habile il se rend célèbre par sa « haute doctrine  » et par sa pratique des langues. Docteur en Théologie et protonotaire apostolique, il est choisi pour établir les contrats de mariages de Philippe III d'Espagne en 1599 et de Henri IV de France en 1600. Il est ensuite nommé à l'évêché d'Aoste après une vacance du siège de quatre ans le 31 janvier 1611. Peu de temps après la prise de possession de son siège, il tombe gravement malade et reste de santé précaire jusqu'à sa mort.
Dans son diocèse, Louis Martini est à l'origine l'érection la paroisse de Lillianes en la démembrant de celle de Perloz le 31 mai 1614 et de celle de Pont-Saint-Martin la même année. L'évêque Martini est en rapport épistolaire étroits avec François de Sales et ce dernier l'appui lorsqu'en 1618, il est à l'origine de l'implantation des Capucins dans la vallée d'Aoste et il pose la première pierre de leur couvent d'Aoste le 7 avril 1619. C'est également sous son épiscopat qu'est réalisée la châsse qui reçoit en 1615 les reliques de Saint Joconde. Louis Martini meurt dans la 11e année de son épiscopat le 10 décembre 1621. Dans l'attente de la nomination de son successeur, l'administration du diocèse est assurée pendant deux ans par Jean Randolphe de Champvillar son vicaire général.